# Pollica
Pollica är en ort och kommun i provinsen Salerno i regionen Kampanien i Italien. Kommunen hade 2 363 invånare (2017).